# Bembidion oregonense
Bembidion oregonense är en skalbaggsart som beskrevs av Hatch. Bembidion oregonense ingår i släktet Bembidion och familjen jordlöpare. Inga underarter finns listade i Catalogue of Life.